# Gastrotheca orophylax
Espèce
Statut de conservation UICN

 VU  : Vulnérable
Gastrotheca orophylax est une espèce d'amphibiens de la famille des Hemiphractidae.

## Répartition
Cette espèce se rencontre de 2 600 à 3 100 m d'altitude sur le versant amazonien de la cordillère Orientale :
- en Équateur dans les provinces de Sucumbíos, d'Imbabura et de Carchi ;
- en Colombie dans les départements de Nariño et de Putumayo.

## Description
Les mâles mesurent jusqu'à 59,1 mm et les femelles jusqu'à 74,0 mm.

## Publication originale
- Duellman & Pyles, 1980 : A new marsupial frog (Hylidae: Gastrotheca) from the Andes of Ecuador. Occasional Papers of the Museum of Natural History, University of Kansas, no 84, p. 1-13  (texte intégral).